# Rana Sultan
Rana Sultan (in arabo رنا سلطان‎?; Amman, 9 aprile 1977) è un'attrice, giornalista e conduttrice televisiva giordana, moglie del diplomatico e politico Bisher Al-Khasawneh.

## Biografia
Laureata in giornalismo e media, menzione in radio e televisione e una specializzazione in lingua francese presso l'Università Yarmouk in Giordania, laureandosi nel 2000.
All'università ha iniziato la sua formazione pratica con un gruppo di studenti nell'edificio della radio e della televisione, con la regista Victoria Omeish che lavorava al programma Yassaad Sabah ("Buongiorno!") e poi con Aseel Khreisha è stata la presentatrice del programma. Ha partecipato a vari programmi televisivi, come Inviata speciale (دعوة خاصة جدا عام) nel 2000, Tutto arabi (كل العرب) dal 2000 al 2003, Hawa Hawaya (الهوا هواي) nel 2002 e Nuovi giorni (يوم جديد) tra gli altri.
Ha presentato l'Arabian Song Festival, i programmi per la Arab Radio and Television Network (ART) in ART Teenz dal titolo CineCity e quando è tornata dagli Stati Uniti è stata contattata per lavorare al programma Yassaad Sabah ("Buongiorno"), a partire dal 2005 . Durante questo periodo ha presentato Il Ramadan con noi più dolce, la celebrazione del compleanno del re, oltre a numerosi eventi ufficiali, tra cui il Festival Gerasa.
Ha recitato nel film giordano Captain Abu Raed nel 2007 e ha ricevuto il premio come migliore attrice al Newport Beach Festival in California nel 2008.
Nel Ramadan 2019, ha presentato il programma Ramadan Nights alla televisione giordana.

### Vita privata
È sposata con il politico e diplomatico Bisher Al-Khasawneh,  ha tre figli.